# Tour d'Oman 2011
El Tour d'Oman 2011, segona edició del Tour d'Oman, es disputà entre el 15 i el 20 de febrer de 2011. Organitzada per l'ASO, forma part l'UCI Asia Tour, amb una categoria 2.1.
El neerlandès Robert Gesink (Rabobank ProTeam), vencedor de 2 etapes, fou el vencedor final de la cursa, per davant Edvald Boasson Hagen i Giovanni Visconti.

## Equips
Setze equips, integrats per 8 ciclistes cadascun, componen el gran grup d'aquesta prova:
- 10 equips ProTour: Astana Qazaqstan Team, BMC Racing Team, Garmin-Cervélo, Team HTC-Highroad, Quick Step, Team Sky, Lampre-ISD, Liquigas-Cannondale, Rabobank ProTeam, Team Leopard-Trek
- 5 equips continentals professionals: FDJ, Topsport Vlaanderen-Mercator, Skil-Shimano, Geox-TMC, Farnese Vini-Neri Sottoli
- 1 equip continental: An Post-Sean Kelly

## Etapes
| Etapa    | Data         | Recorregut                               | Km       | Vencedor d'etapa | Líder de la general |
| -------- | ------------ | ---------------------------------------- | -------- | ---------------- | ------------------- |
| 1a etapa | 15 de febrer | Al Sawadi – Al Seeb                      | 158      | Theo Bos         | Theo Bos            |
| 2a etapa | 16 de febrer | Masqat – Al Wutayya                      | 150      | Matthew Goss     | Matthew Goss        |
| 3a etapa | 17 de febrer | Sour – Sour                              | 208      | Theo Bos         | Matthew Goss        |
| 4a etapa | 18 de febrer | Sultan Qaboos University – Djebel Akhdar | 157      | Robert Gesink    | Robert Gesink       |
| 5a etapa | 19 de febrer | Al Jissah – Al Jissah                    | 18 (CRI) | Robert Gesink    | Robert Gesink       |
| 6a etapa | 20 de febrer | Qurayyat – Matrah                        | 157      | Mark Cavendish   | Robert Gesink       |

## Classificació general
|    | Ciclista             | Equip                     | Temps       |
| -- | -------------------- | ------------------------- | ----------- |
| 1  | Robert Gesink        | Rabobank ProTeam          | 20h 24' 36" |
| 2  | Edvald Boasson Hagen | Team Sky                  | + 1' 13"    |
| 3  | Giovanni Visconti    | Farnese Vini-Neri Sottoli | + 1' 19"    |
| 4  | Michael Albasini     | Team HTC-Highroad         | + 1' 52"    |
| 5  | Christian Vandevelde | Garmin-Cervélo            | + 2' 04"    |
| 6  | Fabian Cancellara    | Team Leopard-Trek         | + 2' 11"    |
| 7  | Dries Devenyns       | Quick Step                | + 2' 13"    |
| 8  | Maxime Monfort       | Team Leopard-Trek         | + 2' 19"    |
| 9  | Patrik Sinkewitz     | Farnese Vini-Neri Sottoli | + 2' 51"    |
| 10 | Joan Antoni Flecha   | Team Sky                  | + 3' 03"    |

## Evolució de les classificacions
| Etapa Vencedor          | Classificació general | Classificació per punts | Classificació dels joves | Classificació per equips |
| ----------------------- | --------------------- | ----------------------- | ------------------------ | ------------------------ |
| 1a etapa Theo Bos       | Theo Bos              | Theo Bos                | Pieter Serry             | Team Sky                 |
| 2a etapa Matthew Goss   | Matthew Goss          | Edvald Boasson Hagen    | Matthew Goss             | Team Sky                 |
| 3a etapa Theo Bos       | Matthew Goss          | Theo Bos                | Matthew Goss             | Team Sky                 |
| 4a etapa Robert Gesink  | Robert Gesink         | Edvald Boasson Hagen    | Robert Gesink            | Team Leopard-Trek        |
| 5a etapa Robert Gesink  | Robert Gesink         | Edvald Boasson Hagen    | Robert Gesink            | Team Leopard-Trek        |
| 6a etapa Mark Cavendish | Robert Gesink         | Edvald Boasson Hagen    | Robert Gesink            | Team Leopard-Trek        |
| Classificació final     | Robert Gesink         | Edvald Boasson Hagen    | Robert Gesink            | Team Leopard-Trek        |